# Cyrtodactylus semicinctus
Cyrtodactylus semicinctus es una especie de gecos de la familia Gekkonidae.

## Distribución geográfica yhábitat
Es endémica de las selvas montanas al centro-sur de Sumatra. Su rango altitudinal oscila entre 1752 y 2006 m s. n. m..